# Philodromus histrio
Philodromus histrio este o specie de păianjeni din genul Philodromus, familia Philodromidae. A fost descrisă pentru prima dată de Latreille, 1819. Conform Catalogue of Life specia Philodromus histrio nu are subspecii cunoscute.